# Sabanas de Aripo
Las Sabanas de Aripo (en inglés: Aripo Savannas) Es un ecosistema de sabana tropical en el noreste de la isla Trinidad en Trinidad y Tobago. Es un raro ejemplo de sabanas que se forman debido a factores edáficos, es decir, el crecimiento de los árboles no se limita por el clima, sino por una capa superficial de arcilla. Esta capa de arcilla impermeable es dura y restringe el crecimiento de las raíces y aumenta tanto la inundación estacional como la sequía estacional. Estos factores, combinados con la exposición regular al sol tropical ininterrumpido hacen de las sabanas un ambiente hostil para la mayoría de las plantas y los animales.
Aunque la capa edáfica es distinta , las sabanas Aripo son ecológicamente similares a otras sabanas  tropicales, tales como las que se encuentran dentro de la Gran Sabana en Venezuela o el Cerrado en Brasil. De hecho, algunas de las especies de pastos dominantes son compartidos entre las tres sabanas.